# Liste der Bodendenkmale in Käbschütztal
In der Liste der Bodendenkmale in Käbschütztal sind die Bodendenkmale der Gemeinde Käbschütztal und ihrer Ortsteile nach dem Stand der Auflistung von Harald Quietzsch und Heinz Jacob aus dem Jahr 1982 aufgelistet. Eventuelle Änderungen und Ergänzungen, insbesondere aus der Zeit nach der Wende, sind nicht berücksichtigt, da für Sachsen aktuell keine neueren allgemein zugänglichen Bodendenkmallisten vorliegen. Die Baudenkmale sind in der Liste der Kulturdenkmale in Käbschütztal aufgeführt.
| Denkmal-ID | Fundart            | Ortsteil    | Bezeichnung | Zeitstellung | Lage                              | Bemerkungen                                                 | Bild |
| ---------- | ------------------ | ----------- | ----------- | ------------ | --------------------------------- | ----------------------------------------------------------- | ---- |
| ?          | Befestigung > Burg | Niederjahna | Wasserburg  | Mittelalter  | Teich nordöstlich der Gutsgebäude | Insel in Randlage des Teichs, Schutz seit 20. Dezember 1972 |      |